# Ludwig Fronhofer
Ludwig Fronhofer (* 24. August 1746 in Ingolstadt; † 9. November 1800 in München) war ein deutscher Pädagoge und Schriftsteller in der Zeit der Aufklärung. Er gilt als Mitbegründer der Realschule.

## Leben
Nach dem Abschluss seiner Gymnasialstudien 1763 am Jesuitengymnasium in München (heute Wilhelmsgymnasium München) und dem Studium an der Universität Ingolstadt war Fronhofer als Lehrer tätig, versuchte sich aber auch als Dichter. Unter dem reformfreudigen Kurfürsten Maximilian III. Joseph wurden er und Johann Adam von Ickstatt mit der Schaffung eines neuen Schultyps nach preußischem Vorbild betraut, der heutigen Realschule. Fronhofer reorganisierte auch die Lehrerausbildung. 1775–1789 war er Professor an der neu errichteten Realschule in München, 1779 wurde er zum kurfürstlichen Hofsekretär ernannt, 1781 zum Rektor der deutschen Schulen bei der staatlichen Schuldeputation und 1783 zum wirklichen kurfürstlichen Schulrat.
Wie Ickstatt war Fronhofer ein entschiedener Anhänger der Aufklärung und trat als solcher unter dem Ordensnamen Raimundus Lullus den in seiner Heimatstadt gegründeten Illuminaten bei. Unter dem reaktionären Kurfürsten Karl Theodor wurde der Orden verboten, Fronhofer konnte seine Reformvorhaben nicht weiter vorantreiben. Er war Freimaurer als Mitglied der Münchener Logen Zur Behutsamkeit und Theodor zum guten Rat.
1799, kurz nach dem Thronbesteigung Max IV. Josephs, holte ihn Maximilian von Montgelas in den „Geistlichen Rat“, ein Gremium, das entgegen seinem Namen eigentlich der Vorbereitung der Säkularisation diente. Fronhofer wurde zum kurfürstlichen Hofsekretär ernannt und in die Bayerische Akademie der Wissenschaften aufgenommen, starb aber bereits zu Beginn der Montgelas'schen Reformen, deren Grundlagen im Schulbereich unter anderen von ihm gelegt wurden.

## Werke
- Ludwig Fronhofers Erster Versuch in Gedichten. J. N. Fritz, München 1770.
- Oden bei Gelegenheit des höchsten und erfreulichsten Regierungsantrittes Seiner Churfürstlichen Durchleucht zu Pfalzbaiern etc. etc. Herrn, Herrn Maximilian Josephs, unsers neuen gnädigsten Landesvaters und der Ankunft Höchstdessen durchleuchtigsten Gemahlin, Frau, Frau Karoline Friederike Wilhelmine, gebohrner Markgräfinn von Baden etc. etc., unserer gnädigsten Landesmutter. J. Zängl, München 1799. (Gesungen von L. F.)
- Mathilde, ein Schauspiel in drey Aufzügen. Crätz, München 1774.
- Deutschlands belletristisches göldenes Jahrhundert ist, wenn's so fortgeht, so gut, als vorbey. Eine Rede, abgelesen, als die kurfl. Akademie der Wissenschaften in München das höchsterfreuliche Namensfest Sr. jetzt regierenden kurfl.Durchlaucht zu Pfalzbaiern etc. Karl Theodors feyerte. Vötter, München 1779.
- Die Ursachen des Verfalls vom Ansehen der Schullehrer in Bayern. Vötter, München 1780.
- Die beste Art, die Schuljugend moralisch zu bilden. Thuille, München 1782.
- Muß der Schulmann ein Gelehrter seyn? München 1784
- Über das Studium der Kupferstecherey. München 1781.